# Уляшев, Александр Васильевич
Александр Васильевич Уляшев (1925 — 1998) — советский, коми педагог. Народный учитель СССР (1981).

## Биография
Родился 24 сентября 1925 года в селе с. Помоздино (ныне в Усть-Куломском районе Республики Коми).
В 1942—1946 годах — в Советской Армии. Участник войны. Был сапёром в 3-й танковой армии. Участвовал в Орловском сражении, бои за Днепр, освобождение Польши, битвы в Берлине и Чехословакии. 
После возвращения с фронта работал в родном селе в детском доме воспитателем.
В 1952 году окончил Коми учительский институт в Сыктывкаре (заочное отделение).
С 1949 года работал учителем в Помоздинской средней школе Усть-Куломского района Коми АССР, в 1959—1976 — директор школы, с 1976 — учитель математики и черчения.
В селе вёл большую общественную работу: с 1949 года — бессменный депутат сельского Совета, внештатный заместитель председателя сельсовета, лектор общества «Знание», активный участник художественной самодеятельности.
Много труда вложил в создание школьного краеведческого музея. Под его руководством собран большой материал о воинах-земляках, погибших в годы войны. В центре с. Помоздино по его эскизу сооружен обелиск павшим воинам-землякам.
В 1978 году был делегатом 3 Всесоюзного съезда учителей.  
Скончался в июне 1998 года и похоронен в родном селе Помоздино.

### Семья
- Дочь — Раиса Александровна, учитель математики
- Сын - Александр Александрович, заслуженный машиностроитель РФ, лауреат премии правительства РФ

## Награды и звания
- Заслуженный учитель школы Коми АССР (1959)
- Народный учитель СССР (1981)
- Орден Красной Звезды (1945)
- Орден Славы III степени (1945)
- Орден Отечественной войны I степени
- Орден Октябрьской Революции (1971)[4]
- Две медали «За отвагу» (в т.ч. 1944)
- Медаль «За взятие Берлина» (1945)
- Медаль «За освобождение Праги» (1945)
- Медаль «За победу над Германией в Великой Отечественной войне 1941—1945 гг.» (1945)
- Медаль «В ознаменование 100-летия со дня рождения Владимира Ильича Ленина» (1970)
- Звание «Старший учитель» (1979)
- Почётная грамота областного комитета КПСС Коми (1975)

## Память
- В память об учителе центральная улица Помоздино названа улицей имени Уляшева.
- В 2000 году на доме, где проживал А. Уляшев в селе Помоздино, установлена мемориальная доска.[5]
- В 2006 году открыта мемориальная доска А. Уляшеву на здании Коми государственного педагогического института по адресу: Сыктывкар, ул. Коммунистическая, 23.